# Gerhart Hetzel
Gerhart Hetzel auch Gerhard Hetzel (* 24. April 1940 in Neu-Werbaß, Königreich Jugoslawien; † 29. Juli 1992 in Salzburg) war ein österreichischer Violinist, Konzertmeister der Wiener Staatsoper und 1. Konzertmeister der Wiener Philharmoniker.
Seine erste Ausbildung begann er mit fünf Jahren. Er setzte seine Studien zunächst in Magdeburg bei dem 1. Konzertmeister des Städtischen Orchesters Otto Kobin fort. Mit diesem spielte er 1950 öffentlich das Doppelkonzert für 2 Violinen d-Moll BWV 1043 von J.S. Bach. Im Alter von 13 Jahren kam er mit seinen Eltern nach Waldshut und erhielt seine weitere Ausbildung in Luzern bei Rudolf Baumgartner und Wolfgang Schneiderhan.
Von 1956 bis 1960 war er bei den Festival Strings Lucerne tätig, wobei er sich von 1959 bis 1970 als Assistent von Schneiderhan an dessen Meisterkursen beteiligte; ab 1963 wirkte er als Konzertmeister des Radio-Sinfonie-Orchesters Berlin, ehe er per 1. September 1969 ein Engagement als Konzertmeister der Wiener Staatsoper erhielt und mit demselben Datum in den Verein Wiener Philharmoniker aufgenommen wurde.
1972 erfolgte seine Berufung zum 1. Konzertmeister des Orchesters. Er unterrichtete an der Musikhochschule München von 1968 bis 1986 und an der Universität für Musik und darstellende Kunst Wien von 1986 bis 1992. Bei einer Bergwanderung während der Salzburger Festspiele verunglückte er und erlag bald darauf seinen schweren Verletzungen.